# Phainoptila melanoxantha
Phainoptila melanoxantha е вид птица от семейство Ptilogonatidae, единствен представител на род Phainoptila.

## Разпространение
Видът е разпространен в Коста Рика и Панама.